# Шкуркин, Павел Васильевич
Павел Васильевич Шкуркин (3 [15] ноября 1868, Лебедин, Харьковская губерния, Российская империя — 1 апреля 1943, Сиэтл, США) — синолог, востоковед. Соратник Владимира Арсеньева.

## Биография
Родился 3 ноября 1868 года в г. Лебедине Харьковской губернии.
В 1887 году окончил 4-й Московский кадетский корпус и поступил в 3-е военное Александровское училище, которое окончил 10 августа 1889 года с производством в подпоручики, со старшинством с 9 августа 1888 года, и назначением в 5-й (с 30 октября 1889 года — 4-й) Восточно-Сибирский линейный батальон. 8 октября 1889 года прибыл во Владивосток и зачислен в батальон. В 1892 году переведён в новосформированный 9-й Восточно-Сибирский линейный батальон и произведён в поручики, со старшинством с 9 августа 1892 года.
18 мая 1893 года занял должность пристава Верхне-Уссурийского участка Приморской области, а 24 октября того же года перечислен в запас армейской пехоты. 20 сентября 1894 года назначен приставом Ольгинского участка. В дальнейшем переименован в гражданские чины и произведён в титулярные советники, а 1 января 1899 года награждён орденом Святого Станислава 3-й степени. 3 ноября 1899 года переведён в штат Приморского областного управления и поступил вольнослушателем на китайско-маньчжурское отделение Восточного института.
С началом военных действий в Китае вновь зачислен, с 20 июня 1900 года, на военную службу прежним чином поручика. С 9 августа по 15 сентября 1900 года находился в составе Печелийского отряда, формировал колёсные и речные транспорты, участвовал в бою при взятии внутреннего императорского города в Пекине. 18 октября 1901 года перечислен в запас. В 1903 году окончил Восточный институт, 20 мая 1903 года назначен на должность помощника полицмейстера Владивостока. 25 июля того же года в перестрелке с хунхузами в бухте Холовей на острове Попова получил ранение в руку.
28 января 1904 года, с началом войны с Японией, призван на военную службу с зачислением в 8-й Восточно-Сибирский стрелковый полк (по прежнему числясь по запасу). Произведён в штабс-капитаны, со старшинством с 20 февраля 1903 года. В дальнейшем назначен состоять в распоряжении генерал-квартирмейстера 1-й Маньчжурской армии и 22 ноября 1904 года назначен командиром тайной разведки отряда генерал-лейтенанта Ренненкампфа. За отличия в ходе войны отмечен пятью боевыми наградами и китайским орденом Двойного дракона.
14 марта 1906 года определён из запаса на действительную службу, с переводом в 1-й Восточно-Сибирский стрелковый Его Величества полк. 15 июня 1909 года назначен исправляющим должность переводчика при штабе Приамурского военного округа, с зачислением по армейской пехоте. 20 ноября того же года произведён в капитаны, со старшинством с 20 февраля 1907 года. 30 апреля 1913 уволен «за болезнию» в отставку, с назначением пенсии с 16 января 1913 года, и с зачислением в пешее ополчение по Приморской области.
После оставления военной службы устроился переводчиком на КВЖД и переехал в Харбин. Являлся членом Общества русских ориенталистов. С 1915 по 1928 год преподавал в Харбинском коммерческом училище КВЖД. С 1920 по 1926 год преподавал в Первом смешанном реальном училище, на курсах китайского языка, читал лекции на курсах востоковедения при учебном отделе КВЖД. С 1925 года читал лекции в Институте ориентальных и коммерческих наук.
Являлся одним из учредителей Общества изучения Маньчжурского края в 1922 году. 1 апреля 1926 года заочно избран членом Дальневосточного краевого отдела Русского географического общества. Являлся автором многих работ по истории, географии и этнографии Китая, учебников по востоковедению.
В 1928 году переехал в США, поселился в Сиэтле. С 1937 года являлся активным членом Русского исторического общества в Северной Америке, образованного в Сан-Франциско.
Умер 1 апреля 1943 года в Сиэтле.

## Награды
За время службы удостоен наград:
- орден Святого Станислава 3-й степени (1 января 1899 года)
- мечи и бант к ордену Святого Станислава 3-й степени (приказ главнокомандующего 1905 года)
- орден Святой Анны 4-й степени с надписью «За храбрость» (приказ главнокомандующего 1 июля 1905 года)
- орден Святой Анны 3-й степени с мечами и бантом (приказ главнокомандующего 27 марта 1905 года, утверждён ВП 11 декабря 1905 года и ВП 4 ноября 1907 года)
- орден Святой Анны 2-й степени с мечами (приказ главнокомандующего 4 октября 1905 года)
- орден Святого Станислава 2-й степени с мечами (на замену повторно утверждённого 4 ноября 1907 года ордена Святой Анны 3-й степени)
- орден Святого Владимира 4-й степени (22 сентября 1907 года)
- орден Двойного дракона 2-й степени (Китай)